# Схаувен-Дьойвеланд
Схаувен-Дьойвеланд (нід. Schouwen-Duiveland) — острів і розташована на ньому громада в провінції Зеландія (Нідерланди). Адміністративний центр — місто Зірікзе. Схаувен-Дьойвеланд з'єднаний із сусіднім островом-громадою Норд-Бевеланд зеландським мостом — самим довгим мостом в Європі з 1965 до 1972 року, і найдовшим мостом Нідерландів з 1965 року по теперішній час.

## Історія
Острів сформувався шляхом поступового злиття чотирьох островів: Схаувен, Дьойвеланд, Дрейсхор і Бомменеде. Громада Схаувен-Дьойвеланд була створена 1 січня 1997 роки шляхом об'єднання громад Брауверсхавен, Брьойніссе, Дьойвеланд, Мідденсхаувен, Вестерсхаувен і Зірікзе.

## Географія
Територія громади займає 488,21 км², з яких 229,65 км² — суша і 258,56 км² — водна поверхня. Станом на 1 січня 2023 року у громаді мешкає 34 549 осіб.